# گمینا بوچک
گمینا بوچک (به لهستانی:  Gmina Buczek) یک گمینا در لهستان است که در شهرستان واسک واقع شده‌است. گمینا بوچک ۹۰٫۸۴ کیلومتر مربع مساحت و ۴٬۸۹۳ نفر جمعیت دارد.